# Yonatan Haile
Yonatan Haile, anomenat alguns cop com Yonatan Hailu Hadege, (Asmara, 15 de setembre de 1994) és un ciclista eritreu. Participa en diferents curses del calendari de l'UCI Àfrica Tour. Al 2016 aconseguí la seva primera victòria en una cursa UCI. A mitjans del 2017 fitxa per l'equip professional bolivià del Start Vaxes Cycling Team.

## Palmarès
- 2016
  - Vencedor d'una etapa al Tour d'Eritrea